# Gabriel Obertan
Gabriel Antoine Obertan (26 de febrero de 1989) es un futbolista francés que juega como centrocampista para el Charlotte Independence.
Exalumno de la famosa academia de Clairefontaine, comenzó su carrera profesional jugando para el Girondins de Burdeos, en Francia, antes de incorporarse al Manchester United por una cantidad no revelada en julio de 2009. Fue miembro del equipo nacional de fútbol sub-21 de Francia y fue nombrado como mejor jugador en general de Francia en el Torneo Esperanzas de Toulon de 2009.

## Trayectoria

### Inicios de su carrera
Obertan comenzó su carrera jugando para su club local en Pantin antes de pasar a un nivel superior al unirse al Paris FC en 2002. Después de pasar un año allí, hizo lo que la mayoría de los jóvenes del Paris FC suelen hacer y se unió al París-Saint Germain. Después de otro año de formación, se trasladó a la famosa academia de Clairefontaine a fin de mejorar su desarrollo. Fue aquí donde fue descubierto por los ojeadores de Burdeos. Después de un año en Clairefontaine, se trasladó a Burdeos para empezar el entrenamiento con ellos.

### Girondins de Burdeos
Después de pasar sólo un año en la reserva, en 2006, Obertan firmó su primer contrato profesional de tres años. Fue promovido al primer equipo para la temporada 2006-07 y recibió la camisa número 26. Hizo su debut profesional en un partido de Liga el 30 de septiembre de 2006, contra el Valenciennes, a la edad de 17 años, entrando como sustituto para jugar 15 minutos. Valenciennes ganó el partido 0-2. Anotó su primer gol el 22 de abril de 2007 contra el Saint-Etienne en ua victoria por 2-0 marcando el gol durante el tiempo de descuento que sellaba la victoria. Hizo un total de 17 apariciones en total en esa temporada, 16 de ellos como suplente.
La temporada siguiente, firmó una extensión de contrato [3] y su tiempo de juego aumentó a 26 partidos y dos goles, aunque aún estaba limitado a sustituir la mayoría de las apariencias, debido a la abundancia de otros goleadores que el gerente Laurent Blanc tenía en su arsenal. Durante la primera mitad de la temporada de la 2008-09, su juego estuvo de nuevo limitado, aunque cuando obtuvo tiempo de juego, causó continuamente impresión, al anotar un par de goles en la victoria 4-2 del Burdeos sobre el Guingamp en la Copa de la Liga. Con el Burdeos luchando por un título y Obertan con poca probabilidad de tener minutos de juego, Blanc decidió cederlo al FC Lorient de la Ligue 1 para el resto de la temporada, donde Blanc creía que el jugador recibiría más tiempo de juego. [4]
En el Lorient, Obertan hizo 15 apariciones en total, anotando su único gol en una victoria de 3-1 sobre el Grenoble. También marcó un gol contra el Tours en la Copa de Francia.

### Manchester United
El 6 de julio de 2009, el periódico francés L'Équipe, anunció que el presidente de Burdeos Jean-Louis Triaud había llegado a un acuerdo con el club inglés Manchester United para la transferencia de Obertan con Triaud afirmando que un acuerdo se había alcanzado hace varias semanas y que el jugador estaba de acuerdo con los términos del contrato. [6] Al día siguiente, Obertan superó con éxito su revisión médica en Mánchester [7] y, el 8 de julio, firmó su contrato haciéndole oficialmente jugador del Manchester United. [8] La suma del traspaso no fue divulgada, pero se cree que ronda los 3 millones de libras, [9] ligando a Obertan con el club en un contrato de cuatro años. [10]
Después de tres partidos para el equipo reserva del Manchester United, incluyendo la victoria de 3-0 sobre el Oldham Athletic en su debut, [11] [12] Obertan hizo su debut en el primer equipo en el triunfo fuera de casa contra el Barnsley por 2-0 en la cuarta ronda de Copa de la Liga el 27 de octubre de 2009. [13]
Hizo su debut en la Premier League con el Manchester United, el 31 de octubre de 2009, entrando como sustituto en la victoria por 2-0 sobre el Blackburn Rovers en Old Trafford. [14] Su debut en la Liga de Campeones llegó esa misma semana, en sustitución de Federico Macheda a los 82 minutos en el empate 3-3 ante el CSKA Moscú el 3 de noviembre de 2009. El 15 de diciembre de 2009 hizo su primera aparición como titular en una victoria por 3-0 sobre el Wolverhampton Wanderers, siendo sustituido en el minuto 71 por Danny Welbeck.

### Newcastle United Football Club
Obertan llegó al Newcastle en 2011 procedente del Manchester United y en sus cinco años en St James' Park disputó 77 encuentros, en los que anotó tres goles. En mayo de 2016, el Newcastle da de baja al jugador por bajo rendimiento.

### FK Anzhí Majachkalá
En agosto de 2016, el medio ofensivo francés, quien apenas tuvo oportunidades en competición oficial con el Newcastle United en los últimos cursos, se compromete por dos años con el Anzhi ruso.